# Ispani
Ispani község (comune) Olaszország Campania régiójában, Salerno megyében.

## Fekvése
A megye déli részén fekszik. Határai: Santa Marina és Vibonati.

## Története
Alapítására vonatkozóan nincsenek pontos adatok. 1928-ig Policastro del Golfo néven volt ismert. 1946-ig Santa Marinával egy közös községet alkotott Capitello néven. 

## Népessége
A népesség számának alakulása:

## Főbb látnivalói
- San Rocco-templom
- San Nicola-templom
- San Ferdinando Re-templom
- Sant'Antonio-kápolna
- San Crisotoforo-templom